# Nati nel 1865
| Questa pagina contiene informazioni ricavate automaticamente dalle voci biografiche con l'ausilio del template Bio e di un bot. L'aggiornamento è periodico e automatico e ricostruisce completamente la pagina. Se manca una persona in questa lista, sei pregato di non aggiungerla, ma accertati piuttosto che la sua voce biografica contenga il template Bio e che i dati anagrafici siano correttamente compilati. Se il template Bio manca, inseriscilo tu stesso o, in alternativa, metti l'avviso {{tmp\|Bio}} che ne segnala la mancanza. Se i dati riportati sono sbagliati, correggi direttamente la voce biografica; le modifiche saranno visibili in questa lista entro pochi giorni. Per chiarimenti vedi il progetto biografie. La lista contiene solo le 686 persone che sono citate nell'enciclopedia e per le quali è stato implementato correttamente il template Bio. Pagina aggiornata al 18 ago 2025. |

## Gennaio(56)
- 1º gennaio - Carlo Lwanga, santo ugandese († 1886)
- 1º gennaio - Antanas Ričardas Druvė, militare lituano († 1919)
- 1º gennaio - İsmail Hakkı Bey, musicista e compositore turco († 1927)
- 1º gennaio - Andrea Matarazzo, dirigente d'azienda e politico italiano († 1953)
- 2 gennaio - William Dunning, calciatore scozzese († 1902)
- 3 gennaio - Felix Funke, militare tedesco († 1932)
- 3 gennaio - Henry Lytton, attore e cantante britannico († 1936)
- 4 gennaio - Lorenzo Panepinto, politico italiano († 1911)
- 5 gennaio - Clotilde García del Castillo, spagnola († 1929)
- 6 gennaio - Augusto Graziani, economista italiano († 1944)
- 6 gennaio - Nikolaj Jakovlevič Marr, linguista, glottologo e etnologo sovietico († 1934)
- 6 gennaio - Franz Skutsch, filologo classico e linguista tedesco († 1912)
- 6 gennaio - Nikola Žekov, politico e generale bulgaro († 1949)
- 7 gennaio - Francesco Vitalini, incisore e pittore italiano († 1904)
- 8 gennaio - Cesare Oddone, ingegnere e politico italiano († 1941)
- 8 gennaio - Winnaretta Singer, mecenate statunitense († 1943)
- 9 gennaio - Riccardo Versari, medico e politico italiano († 1945)
- 10 gennaio - Mary Ingalls, statunitense († 1928)
- 10 gennaio - Luisa Mussini, pittrice, scultrice e poetessa italiana († 1925)
- 11 gennaio - Johannes Franz Hartmann, astronomo tedesco († 1936)
- 12 gennaio - Leopoldo Battistini, pittore e ceramista italiano († 1936)
- 12 gennaio - Charles Richman, attore statunitense († 1940)
- 13 gennaio - Emmanuel Pontremoli, architetto francese († 1956)
- 13 gennaio - Franz Zimmer, alpinista e imprenditore austriaco († 1941)
- 13 gennaio - Maria d'Orléans, nobile francese († 1909)
- 14 gennaio - Richard von Berendt, generale tedesco († 1953)
- 15 gennaio - Sophia Goudstikker, fotografa tedesca († 1924)
- 16 gennaio - Dilpesend Kadın, ottomana († 1901)
- 17 gennaio - Maximilian Daublebsky von Eichhain, ammiraglio austriaco († 1939)
- 18 gennaio - Giorgio Franchetti, collezionista d'arte italiano († 1922)
- 18 gennaio - Curt Joël, giurista e funzionario tedesco († 1945)
- 18 gennaio - Said Halim Pascià, politico ottomano († 1921)
- 19 gennaio - Alfred Barton Rendle, botanico inglese († 1938)
- 19 gennaio - Giovanni Sanguineti, militare italiano († 1895)
- 19 gennaio - Valentin Aleksandrovič Serov, pittore russo († 1911)
- 20 gennaio - Federico di Waldeck e Pyrmont, sovrano tedesco († 1946)
- 20 gennaio - Josef Fischer, ciclista su strada tedesco († 1953)
- 20 gennaio - Yvette Guilbert, cantante, attrice e scrittrice francese († 1944)
- 21 gennaio - Heinrich Ernst Albers-Schönberg, radiologo e insegnante tedesco († 1921)
- 22 gennaio - Evgenij Francevič Bauėr, regista cinematografico russo († 1917)
- 22 gennaio - Wilbur Scoville, farmacista statunitense († 1942)
- 24 gennaio - Ciro Caversazzi, letterato italiano († 1947)
- 25 gennaio - Elisabetta di Sassonia-Altenburg, nobile tedesca († 1927)
- 25 gennaio - Henri Hauvette, filologo, critico letterario e italianista francese († 1935)
- 26 gennaio - Sabino Arana, politico spagnolo († 1903)
- 26 gennaio - Franz Kneisel, violinista e docente romeno († 1926)
- 27 gennaio - Ferdinand Feyerick, schermidore belga († 1920)
- 27 gennaio - Nikolaj Nikolaevič Pokrovskij, politico russo († 1930)
- 27 gennaio - Giuseppa Salvo, mafiosa italiana († 1936)
- 28 gennaio - Emma Eckstein, psicoanalista austriaca († 1924)
- 28 gennaio - Lala Lajpat Rai, attivista indiano († 1928)
- 28 gennaio - Kaarlo Juho Ståhlberg, politico e giurista finlandese († 1952)
- 30 gennaio - Luigi Balzan, esploratore, naturalista e aracnologo italiano († 1893)
- 31 gennaio - Henri Desgrange, pistard e giornalista francese († 1940)
- 31 gennaio - Ulrich Thieme, storico dell'arte e lessicografo tedesco († 1922)
- 31 gennaio - Travers Vale, regista inglese († 1927)

## Febbraio(52)
- 1º febbraio - Armando Perotti, scrittore, poeta e giornalista italiano († 1924)
- 1º febbraio - Tichon di Mosca, monaco cristiano, arcivescovo ortodosso e santo russo († 1925)
- 2 febbraio - Guglielmo Cartia, generale e saggista italiano († 1944)
- 2 febbraio - Ćiro Truhelka, archeologo croato († 1942)
- 3 febbraio - Isaac Israëls, pittore olandese († 1934)
- 4 febbraio - Charles Bally, linguista svizzero († 1947)
- 4 febbraio - Luigi di San Giusto, scrittrice e giornalista italiana († 1936)
- 4 febbraio - Délia Tétreault, religiosa canadese († 1941)
- 5 febbraio - Nicola D'Alagni, storico e pittore italiano († 1943)
- 5 febbraio - Fred Randell, maratoneta britannico († 1946)
- 6 febbraio - Andrew Crommelin, astronomo britannico († 1939)
- 6 febbraio - Evan Gorga, tenore italiano († 1957)
- 6 febbraio - Italo Salsi, politico italiano († 1962)
- 7 febbraio - Wilson Bentley, fotografo statunitense († 1931)
- 7 febbraio - Ernesto Pascal, matematico italiano († 1940)
- 8 febbraio - Erwin Zeidler, generale austro-ungarico († 1945)
- 9 febbraio - Mrs. Patrick Campbell, attrice inglese († 1940)
- 9 febbraio - Erich Dagobert von Drygalski, geografo, fisico e esploratore tedesco († 1949)
- 9 febbraio - Heinrich Rischtoff, schermidore austriaco
- 9 febbraio - Heinrich von Tenner, schermidore austriaco († 1949)
- 10 febbraio - Elfego Baca, pistolero statunitense († 1945)
- 10 febbraio - Federico Bettoni, politico italiano († 1923)
- 12 febbraio - Rudolf Aderhold, micologo e agronomo tedesco († 1907)
- 12 febbraio - Enrico Millo, militare e politico italiano († 1930)
- 12 febbraio - Kazimierz Przerwa-Tetmajer, poeta, scrittore e giornalista polacco († 1940)
- 12 febbraio - Halid Ziya Uşaklıgil, scrittore, poeta e drammaturgo turco († 1945)
- 12 febbraio - Aleardo Villa, pittore, illustratore e pubblicitario italiano († 1906)
- 13 febbraio - Theodor Kober, ingegnere aeronautico e imprenditore tedesco († 1930)
- 13 febbraio - Edgardo Saporetti, pittore italiano († 1909)
- 14 febbraio - Henry Kraft, ginnasta e multiplista statunitense († 1935)
- 16 febbraio - Anastasio Alfaro, zoologo, geologo e archeologo costaricano († 1951)
- 17 febbraio - Silvije Strahimir Kranjčević, poeta e scrittore croato († 1908)
- 17 febbraio - Giuseppe Simili, avvocato e giornalista italiano († 1920)
- 17 febbraio - Ernst Troeltsch, filosofo, storico e teologo tedesco († 1923)
- 18 febbraio - Carlo Wostry, pittore e illustratore italiano († 1943)
- 19 febbraio - Sven Hedin, esploratore e geografo svedese († 1952)
- 19 febbraio - Ferdinand Löwe, direttore d'orchestra austriaco († 1925)
- 20 febbraio - William McCrum, calciatore irlandese († 1932)
- 21 febbraio - Walter Boveri, imprenditore tedesco († 1924)
- 21 febbraio - Paolo Lembo, avvocato e politico italiano († 1956)
- 21 febbraio - Giuseppe Lesca, critico letterario, poeta e letterato italiano († 1944)
- 21 febbraio - Ettore Mazzucco, militare e politico italiano († 1937)
- 23 febbraio - Barney Dreyfuss, dirigente sportivo statunitense († 1932)
- 25 febbraio - Andranik Ozanian, patriota e generale armeno († 1927)
- 25 febbraio - Gaetano Pini-Corsi, tenore italiano († 1935)
- 25 febbraio - Luigi Sapelli, scenografo, costumista e illustratore italiano († 1936)
- 27 febbraio - Timothée Jordan, crickettista britannico
- 27 febbraio - Jacques Mieses, scacchista tedesco († 1954)
- 28 febbraio - Wilfred Grenfell, medico e missionario inglese († 1940)
- 28 febbraio - Stefano Ignudi, critico letterario e religioso italiano († 1945)
- 28 febbraio - Arthur Symons, poeta e critico letterario britannico († 1945)
- 28 febbraio - Tsunejirō Tomita, judoka giapponese († 1937)

## Marzo(52)
- 1º marzo - Giulia Sacconi Ricci, bibliotecaria italiana († 1938)
- 2 marzo - Ludo Moritz Hartmann, storico, politico e diplomatista austriaco († 1924)
- 2 marzo - James McCall, calciatore scozzese († 1925)
- 2 marzo - Elise Richter, filologa austriaca († 1943)
- 2 marzo - Frederick Methvan Whyte, ingegnere olandese († 1941)
- 4 marzo - Giovanni Bagaini, giornalista italiano († 1940)
- 4 marzo - Francis Charles Robert Jourdain, ornitologo britannico († 1940)
- 4 marzo - George Macdonogh, militare britannico († 1942)
- 4 marzo - Arturo Malignani, imprenditore e inventore italiano († 1939)
- 4 marzo - Eduard Vilde, scrittore e giornalista estone († 1933)
- 5 marzo - Maurizio Capuano, imprenditore italiano († 1925)
- 6 marzo - Duan Qirui, generale e politico cinese († 1936)
- 7 marzo - Sidney Brown, progettista, collezionista d'arte e imprenditore svizzero († 1941)
- 8 marzo - Leo Belmont, giornalista, scrittore e esperantista polacco († 1941)
- 10 marzo - Giovanni Ettore Mattei, botanico italiano († 1943)
- 10 marzo - Julian Nowak, politico polacco († 1946)
- 10 marzo - Ettore Pizzorni, ufficiale italiano († 1916)
- 10 marzo - Tan Sitong, rivoluzionario e poeta cinese († 1898)
- 11 marzo - Ferry Sikla, attore e regista tedesco († 1932)
- 12 marzo - Edoardo Garbin, tenore italiano († 1943)
- 12 marzo - Max Isidor Bodenheimer, avvocato e politico tedesco († 1940)
- 12 marzo - Anna Tutsek, scrittrice e giornalista ungherese († 1944)
- 13 marzo - Joseph Sénat, schermidore francese
- 14 marzo - Luigi Cerutti, presbitero italiano († 1934)
- 14 marzo - Eugenio Goglio, fotografo italiano († 1926)
- 14 marzo - Hugh Tothill, ammiraglio inglese († 1927)
- 15 marzo - Giuseppe Canepa, avvocato e politico italiano († 1948)
- 16 marzo - Hans Achelis, archeologo e storico tedesco († 1937)
- 17 marzo - Gabriel Narutowicz, ingegnere e politico polacco († 1922)
- 18 marzo - Bronisława Dłuska, medica polacca († 1939)
- 19 marzo - William Wheeler, entomologo statunitense († 1937)
- 20 marzo - Jeanne d'Alcy, attrice francese († 1956)
- 20 marzo - Hermann Picha, attore tedesco († 1936)
- 20 marzo - Agostino Maria Trucco, economista italiano († 1940)
- 21 marzo - Herbert Fisher, politico britannico († 1940)
- 21 marzo - Giovanni Pansa, archeologo, avvocato e storico italiano († 1929)
- 23 marzo - Giuseppe Bertazzoni, vescovo cattolico italiano († 1933)
- 23 marzo - Paul Hymans, politico belga († 1941)
- 23 marzo - Thomas A. Wise, regista, attore e commediografo inglese († 1928)
- 24 marzo - Quintilio Perini, numismatico e storico italiano († 1942)
- 25 marzo - Thomas Nixon Carver, economista statunitense († 1961)
- 25 marzo - Nestori Toivonen, tiratore a segno finlandese († 1927)
- 25 marzo - Pierre-Ernest Weiss, fisico francese († 1940)
- 26 marzo - Silvio Negri, compositore, mandolinista e chitarrista italiano († 1941)
- 27 marzo - Evgenij Botkin, medico russo († 1918)
- 27 marzo - Alessandro Verde, cardinale italiano († 1958)
- 28 marzo - Giuseppe Francesco Ferrari, generale italiano († 1943)
- 29 marzo - Stephen Bonsal, storico e giornalista statunitense († 1951)
- 29 marzo - Géza Lukachich von Somorja, generale austro-ungarico († 1943)
- 30 marzo - Guido Maria Conforti, arcivescovo cattolico italiano († 1931)
- 30 marzo - Heinrich Rubens, fisico tedesco († 1922)
- 31 marzo - Anandi Gopal Joshi, medico indiano († 1887)

## Aprile(42)
- 1º aprile - Carlotta Brianza, ballerina italiana († 1938)
- 1º aprile - Richard Adolf Zsigmondy, chimico austriaco († 1929)
- 4 aprile - Edward Stanley, XVII conte di Derby, politico, ufficiale e ambasciatore inglese († 1948)
- 5 aprile - John Bretland Farmer, botanico britannico († 1944)
- 5 aprile - Emilio Sailer, militare e politico italiano († 1945)
- 6 aprile - Victory Bateman, attrice statunitense († 1926)
- 6 aprile - Ernst Weinschenk, mineralogista tedesco († 1921)
- 8 aprile - André Eugène Costilhes, pittore e decoratore francese († 1940)
- 9 aprile - Sor Capanna, cantastorie italiano († 1921)
- 9 aprile - Erich Ludendorff, generale tedesco († 1937)
- 9 aprile - Violet Nicolson, poetessa inglese († 1904)
- 9 aprile - Charles Proteus Steinmetz, scienziato e matematico tedesco († 1923)
- 12 aprile - Alfred Dick, dirigente sportivo e imprenditore svizzero († 1909)
- 12 aprile - Gennaro Pardo, pittore italiano († 1927)
- 13 aprile - Dionigio Canestrari, organista e compositore italiano († 1933)
- 13 aprile - Gregorio Diamare, vescovo cattolico e abate italiano († 1945)
- 13 aprile - Heinrich Reinhardt, compositore austriaco († 1922)
- 13 aprile - Max Seligsohn, orientalista russo († 1923)
- 16 aprile - Wilhelm Nestle, filologo classico e storico delle religioni tedesco († 1959)
- 16 aprile - Bhim Shamsher Jang Bahadur Rana, politico nepalese († 1932)
- 17 aprile - Urszula Ledóchowska, religiosa e santa polacca († 1939)
- 17 aprile - Umberto Zamboni, militare e politico italiano († 1956)
- 18 aprile - Otto Josef von Berndt, generale austro-ungarico († 1957)
- 20 aprile - Victor De Behr, pallanuotista belga
- 20 aprile - Ferdinando Del Carretto di Novello, militare e politico italiano († 1937)
- 20 aprile - Silvio Longhi, magistrato e giurista italiano († 1937)
- 20 aprile - Bernhard von Hülsen, militare tedesco († 1950)
- 21 aprile - Ottone Francesco d'Asburgo-Lorena, nobile († 1906)
- 21 aprile - Giuseppe Tarditi, generale italiano († 1942)
- 22 aprile - Gertrude Appleyard, arciera britannica († 1917)
- 23 aprile - Franz Jüttner, illustratore e disegnatore tedesco († 1926)
- 23 aprile - Luisa Piccarreta, mistica italiana († 1947)
- 24 aprile - Eteocle Lorini, economista e politico italiano († 1919)
- 25 aprile - John Chapman, presbitero britannico († 1933)
- 25 aprile - Luis Dellepiane, politico, militare e ingegnere argentino († 1941)
- 25 aprile - Muhammad di Negeri Sembilan, sovrano malese († 1933)
- 26 aprile - Akseli Gallen-Kallela, pittore finlandese († 1931)
- 27 aprile - Archibald Leitch, architetto e ingegnere britannico († 1939)
- 27 aprile - Ernest Weekley, lessicografo e filologo britannico († 1954)
- 28 aprile - Eric Mayne, attore statunitense († 1947)
- 29 aprile - Max Fabiani, architetto e urbanista italiano († 1962)
- 30 aprile - Max Nettlau, anarchico austriaco († 1944)

## Maggio(39)
- 1º maggio - Pasquale De Luca, scrittore italiano († 1929)
- 2 maggio - Clyde Fitch, drammaturgo e scrittore statunitense († 1909)
- 2 maggio - Nicola Guerra, ballerino italiano († 1942)
- 3 maggio - Pietro Fenoglio, architetto e ingegnere italiano († 1927)
- 3 maggio - Max Hussarek von Heinlein, politico austro-ungarico († 1935)
- 4 maggio - Heinrich Otto Wilhelm Bürger, zoologo tedesco († 1945)
- 5 maggio - George-Albert Aurier, scrittore e critico d'arte francese († 1892)
- 5 maggio - John Philip Du Cane, generale britannico († 1947)
- 6 maggio - J. Walter Christie, inventore e ingegnere statunitense († 1944)
- 7 maggio - A. E. W. Mason, scrittore e politico britannico († 1948)
- 8 maggio - Franz von Holub, ammiraglio austriaco († 1924)
- 9 maggio - August de Boeck, compositore, organista e pedagogo belga († 1937)
- 10 maggio - Giusto Calvi, poeta, giornalista e politico italiano († 1908)
- 11 maggio - Elizabeth Towne, editrice e scrittrice statunitense († 1960)
- 12 maggio - Eduardo Di Capua, compositore italiano († 1917)
- 13 maggio - Friedrich Karl Johannes Thiele, chimico tedesco († 1918)
- 14 maggio - Max Herrmann, storico tedesco († 1942)
- 14 maggio - Gaetano Savasta, presbitero, storico e scrittore italiano († 1922)
- 15 maggio - Cândido Rondon, militare brasiliano († 1958)
- 15 maggio - Albert Verwey, poeta e saggista olandese († 1937)
- 16 maggio - Julien Leclercq, poeta, scrittore e critico d'arte francese († 1901)
- 17 maggio - Tito II Ricordi, editore musicale italiano († 1933)
- 21 maggio - Evert Larock, pittore e docente belga († 1901)
- 22 maggio - Melchiorre Cavezzali, presbitero italiano († 1944)
- 22 maggio - Enric Morera i Viura, compositore spagnolo († 1942)
- 23 maggio - Epitácio Pessoa, giurista e politico brasiliano († 1942)
- 24 maggio - Giovanni Badaracco, tenore italiano († 1940)
- 25 maggio - Federico Augusto III di Sassonia, re († 1932)
- 25 maggio - John Mott, pacifista statunitense († 1955)
- 25 maggio - Giovanni Battista Pellizzi, psichiatra italiano († 1950)
- 25 maggio - Pieter Zeeman, fisico olandese († 1943)
- 26 maggio - Johann Heinrich Biltz, chimico tedesco († 1943)
- 26 maggio - Robert William Chambers, scrittore e pittore statunitense († 1933)
- 28 maggio - Giulio Emanuele Rizzo, archeologo italiano († 1950)
- 29 maggio - Enrico Padiglione, magistrato e politico italiano († 1958)
- 29 maggio - Alfred Rahlfs, biblista e filologo tedesco († 1935)
- 30 maggio - Lorenzo Delponte, vescovo cattolico italiano († 1942)
- 31 maggio - Clarence Augustus Chant, astronomo e fisico canadese († 1956)
- 31 maggio - Dante Vaglieri, archeologo e epigrafista austriaco († 1913)

## Giugno(61)
- 1º giugno - Viola Lane-Fox, nobildonna inglese († 1929)
- 2 giugno - Hugo Clason, velista svedese († 1935)
- 2 giugno - Sigmund Feist, linguista tedesco († 1943)
- 2 giugno - Roberto Lepetit, imprenditore italiano († 1928)
- 2 giugno - Marianna Mattiocco, modella italiana († 1908)
- 2 giugno - Vicente Pascual Pastor, architetto spagnolo († 1941)
- 3 giugno - Piero Ginori Conti, nobile, imprenditore e politico italiano († 1939)
- 3 giugno - Giorgio V del Regno Unito, re britannico († 1936)
- 4 giugno - Robert Hippolyte Chodat, botanico e micologo svizzero († 1934)
- 4 giugno - Francis Powers, regista, attore e sceneggiatore statunitense († 1940)
- 5 giugno - Charles Ogle, attore statunitense († 1940)
- 5 giugno - Joseph Ruau, politico francese († 1923)
- 6 giugno - Jack Addenbrooke, allenatore di calcio e calciatore inglese († 1922)
- 9 giugno - Clarence Geldart, attore e regista canadese († 1935)
- 9 giugno - Albéric Magnard, compositore francese († 1914)
- 9 giugno - Alfred Mortier, giornalista, drammaturgo e traduttore francese († 1937)
- 9 giugno - Carl Nielsen, compositore, violinista e direttore d'orchestra danese († 1931)
- 9 giugno - Giuseppe Oddo, chimico italiano († 1954)
- 9 giugno - William Wilton, allenatore di calcio scozzese († 1920)
- 10 giugno - Giuseppe Aldobrandini, II principe di Meldola, militare e nobile italiano († 1939)
- 10 giugno - Gustav Borgen, fotografo norvegese († 1926)
- 10 giugno - Frederick Cook, esploratore e medico statunitense († 1940)
- 11 giugno - John Madden, calciatore e allenatore di calcio scozzese († 1948)
- 12 giugno - Franz Cižek, pittore austriaco († 1946)
- 12 giugno - Étienne Larue, missionario e vescovo cattolico francese († 1935)
- 12 giugno - Félix Marcotte, velista francese († 1953)
- 12 giugno - Lilian Todd, inventrice statunitense († 1937)
- 13 giugno - Angelo Cambiaso, vescovo cattolico italiano († 1946)
- 13 giugno - William Butler Yeats, poeta, drammaturgo e scrittore irlandese († 1939)
- 14 giugno - Giovanni Ceirano, imprenditore italiano († 1948)
- 14 giugno - Bernard Lazare, giornalista, critico letterario e saggista francese († 1903)
- 14 giugno - Diego Simonetti, ammiraglio italiano († 1926)
- 15 giugno - Paul Gilson, compositore belga († 1942)
- 15 giugno - Giulia Cassini Rizzotto, attrice e regista italiana († 1943)
- 16 giugno - Carlos Ameghino, paleontologo e esploratore argentino († 1936)
- 16 giugno - Margaret Benson, scrittrice e egittologa inglese († 1916)
- 18 giugno - Théodore-Henri Fresson, agronomo e fotografo francese († 1951)
- 18 giugno - Emil Knoevenagel, chimico tedesco († 1921)
- 18 giugno - Friedrich Carl Alwin Pockels, fisico italiano († 1913)
- 19 giugno - Alfred Hugenberg, politico e imprenditore tedesco († 1951)
- 19 giugno - May Whitty, attrice britannica († 1948)
- 20 giugno - Bob Howarth, calciatore inglese († 1938)
- 20 giugno - Giuseppe Vandelli, filologo, italianista e critico letterario italiano († 1937)
- 22 giugno - Friedrich Sarre, archeologo, orientalista e storico dell'arte tedesco († 1945)
- 23 giugno - Artur Edler von Mecenseffy, generale austro-ungarico († 1917)
- 23 giugno - Robert Holmes, calciatore inglese († 1955)
- 23 giugno - Emilio Lazzeri, fantino italiano († 1908)
- 23 giugno - Galileo Palla, anarchico italiano († 1944)
- 24 giugno - Harry Plunket Greene, baritono irlandese († 1936)
- 25 giugno - Robert Henri, pittore statunitense († 1929)
- 26 giugno - Bernard Berenson, storico dell'arte e collezionista d'arte statunitense († 1959)
- 26 giugno - Auguste-Maurice Clément, vescovo cattolico francese († 1939)
- 26 giugno - Simone Gulì, comandante marittimo e militare italiano († 1927)
- 26 giugno - Franklin Ritchie, attore statunitense († 1918)
- 28 giugno - Otto Julius Bierbaum, giornalista, scrittore e poeta tedesco († 1910)
- 28 giugno - David Young Cameron, pittore e incisore scozzese († 1945)
- 28 giugno - Juan B. Justo, politico, medico e giornalista argentino († 1928)
- 29 giugno - Joaquin Abati y Diaz, commediografo spagnolo († 1936)
- 29 giugno - William Borah, politico statunitense († 1940)
- 29 giugno - John Coates, tenore inglese († 1941)
- 29 giugno - Giuseppe Mantica, politico, scrittore e funzionario italiano († 1907)

## Luglio(47)
- 2 luglio - André Henry, ciclista su strada belga († 1910)
- 2 luglio - Lily Braun, scrittrice e politica tedesca († 1916)
- 2 luglio - Henry Marillier, scrittore inglese († 1951)
- 3 luglio - Lodovico Braidotti, architetto italiano († 1939)
- 3 luglio - Arthur Mackley, attore e regista inglese († 1926)
- 4 luglio - Albino Pella, vescovo cattolico italiano († 1940)
- 4 luglio - Camillo Ricchiardi, militare, avventuriero e giornalista italiano († 1940)
- 4 luglio - Sarah Wilson, giornalista e scrittrice inglese († 1929)
- 5 luglio - Edward José, regista, attore e sceneggiatore belga († 1930)
- 6 luglio - Alfredo Giannini, ispanista e traduttore italiano († 1939)
- 6 luglio - Émile Jaques-Dalcroze, pedagogo e compositore svizzero († 1950)
- 8 luglio - Jules Adler, pittore francese († 1952)
- 8 luglio - William Cazalet, tennista britannico († 1932)
- 9 luglio - Maria Storni Trevisan, scrittrice e nobile italiana († 1919)
- 11 luglio - Sigmund Schenkling, entomologo tedesco († 1946)
- 12 luglio - Cora Crane, giornalista statunitense († 1910)
- 12 luglio - Enrico Lionne, pittore e disegnatore italiano († 1921)
- 13 luglio - Gérard Encausse, esoterista e medico francese († 1916)
- 13 luglio - Ernst Gaupp, anatomista tedesco († 1916)
- 14 luglio - Annie Jones, circense statunitense († 1902)
- 15 luglio - Alfred Harmsworth, giornalista e editore inglese († 1922)
- 15 luglio - Cesare Laurenti, ingegnere italiano († 1921)
- 15 luglio - Wilhelm Wirtinger, matematico austriaco († 1945)
- 17 luglio - Edoardo Bianchi, imprenditore e inventore italiano († 1946)
- 17 luglio - Ippolito Ragghianti, violinista italiano († 1894)
- 18 luglio - Laurence Housman, drammaturgo e illustratore inglese († 1959)
- 19 luglio - Charles Horace Mayo, medico statunitense († 1939)
- 20 luglio - Enrico Corradini, scrittore e politico italiano († 1931)
- 21 luglio - Auguste Cavadini, tiratore a segno francese († 1922)
- 21 luglio - James Murray, biologo e esploratore scozzese († 1914)
- 21 luglio - Lazzaro Luxardo, pittore italiano († 1949)
- 21 luglio - Harold Raeburn, alpinista scozzese († 1926)
- 21 luglio - M. P. Shiel, scrittore britannico († 1947)
- 21 luglio - Giuseppe Valentino, politico italiano († 1943)
- 23 luglio - Max Heindel, esoterista e astrologo danese († 1919)
- 23 luglio - Henry Norris, imprenditore, politico e manager inglese († 1934)
- 25 luglio - Ludwig Dettmann, pittore tedesco († 1944)
- 26 luglio - Margaret Elizabeth Buchanan, farmacista britannica († 1940)
- 26 luglio - Philipp Scheidemann, politico tedesco († 1939)
- 26 luglio - Fred Walton, attore e regista inglese († 1936)
- 26 luglio - Maria di Baden, nobildonna tedesca († 1939)
- 27 luglio - Ezio Ceccarelli, scultore italiano († 1927)
- 29 luglio - Nicola Spinelli, compositore italiano († 1909)
- 29 luglio - Dorothy Strachey, scrittrice e traduttrice britannica († 1960)
- 29 luglio - Andrej Szeptycki, arcivescovo cattolico ucraino († 1944)
- 31 luglio - Alfonso Carlo di Braganza, principe portoghese († 1920)
- 31 luglio - Henri Brémond, storico e critico letterario francese († 1933)

## Agosto(62)
- 1º agosto - René Englebert, tiratore a segno belga
- 1º agosto - Eugenio di Svezia, principe svedese († 1947)
- 1º agosto - Isobel Lilian Gloag, pittrice inglese († 1917)
- 1º agosto - Frank Grant, giocatore di baseball statunitense († 1937)
- 1º agosto - Alfred Hoche, psichiatra tedesco († 1943)
- 1º agosto - Clarence Madison Dally, ingegnere statunitense († 1904)
- 1º agosto - Adolf Piotr Szelążek, vescovo cattolico polacco († 1950)
- 1º agosto - Eugen von Knilling, politico tedesco († 1927)
- 2 agosto - Josef Maria Auchentaller, pittore e incisore austriaco († 1949)
- 2 agosto - Irving Babbitt, critico letterario, giornalista e docente statunitense († 1933)
- 3 agosto - Carl Dorno, naturalista tedesco († 1942)
- 3 agosto - Pietro di Maria, arcivescovo cattolico e diplomatico italiano († 1937)
- 4 agosto - Lucio Mariani, archeologo italiano († 1924)
- 5 agosto - Louisa Aldrich-Blake, medico inglese († 1925)
- 5 agosto - Friedrich Quincke, chimico tedesco († 1934)
- 5 agosto - Robert Whigham, militare britannico († 1950)
- 6 agosto - Hannah Chaplin, attrice, ballerina e cantante britannica († 1928)
- 7 agosto - Micha Josef Berdyczewski, scrittore e giornalista ucraino († 1921)
- 7 agosto - Luděk Marold, pittore ceco († 1898)
- 7 agosto - Phillips Smalley, regista, attore e produttore cinematografico statunitense († 1939)
- 8 agosto - Robert Haab, politico svizzero († 1939)
- 8 agosto - Alfredo Rodrigues Gaspar, politico portoghese († 1938)
- 9 agosto - Thomas Morland, generale britannico († 1925)
- 10 agosto - Aleksandr Konstantinovič Glazunov, compositore e direttore d'orchestra russo († 1936)
- 10 agosto - Giuseppe Schirò, poeta, linguista e pubblicista italiano († 1927)
- 11 agosto - Tiburcio Arnáiz Muñoz, presbitero spagnolo († 1926)
- 11 agosto - Frank Hopkins, statunitense († 1951)
- 13 agosto - Emma Eames, soprano statunitense († 1952)
- 14 agosto - Guido Castelnuovo, matematico e statistico italiano († 1952)
- 14 agosto - Pietro Gori, anarchico, giornalista e avvocato italiano († 1911)
- 14 agosto - Dmitrij Sergeevič Merežkovskij, scrittore russo († 1941)
- 15 agosto - Flavio Bertelli, pittore italiano († 1941)
- 15 agosto - Nagaoka Hantarō, fisico giapponese († 1950)
- 15 agosto - Mikao Usui, giapponese († 1926)
- 16 agosto - Dennis Dougherty, cardinale e arcivescovo cattolico statunitense († 1951)
- 16 agosto - Mary Gilmore, scrittrice, poetessa e giornalista australiana († 1962)
- 16 agosto - Ettore Tolomei, geografo, politico e alpinista italiano († 1952)
- 17 agosto - Julia Marlowe, attrice teatrale statunitense († 1950)
- 18 agosto - Ippolit Giljarovskij, militare russo († 1905)
- 20 agosto - René Thomas, tiratore a segno francese († 1925)
- 22 agosto - August Achtenhagen, pittore tedesco († 1938)
- 22 agosto - Pio Colombini, dermatologo italiano († 1935)
- 22 agosto - Templar Saxe, attore e cantante lirico inglese († 1935)
- 23 agosto - Mahmud Tarzi, politico, diplomatico e giornalista afghano († 1933)
- 24 agosto - Georges Achille-Fould, pittrice francese († 1951)
- 24 agosto - Ferdinando I di Romania, re († 1927)
- 25 agosto - Piero Foscari, militare e politico italiano († 1923)
- 25 agosto - Ermanno Giglio-Tos, biologo e entomologo italiano († 1926)
- 25 agosto - Arthur Hinsley, cardinale e arcivescovo cattolico britannico († 1943)
- 25 agosto - Carl August Kronlund, giocatore di curling svedese († 1937)
- 25 agosto - Robert Lloyd Praeger, naturalista e storico irlandese († 1953)
- 27 agosto - James Henry Breasted, archeologo e storico statunitense († 1935)
- 27 agosto - Charles Dawes, politico, banchiere e ambasciatore statunitense († 1951)
- 27 agosto - Augusto Imperiali, allevatore italiano († 1954)
- 27 agosto - Giacomo Orefice, compositore e pianista italiano († 1922)
- 28 agosto - Giovanni Appiani, magistrato e politico italiano († 1944)
- 28 agosto - Giuseppe Garibotti, politico e giornalista italiano († 1930)
- 29 agosto - Gioacchino De Angelis d'Ossat, geologo e paleontologo italiano († 1957)
- 29 agosto - Georges Denola, regista e attore francese († 1944)
- 30 agosto - Carlo Giordana, militare italiano († 1916)
- 31 agosto - Frank Doremus, politico statunitense († 1947)
- 31 agosto - Paolo Schicchi, anarchico italiano († 1950)

## Settembre(46)
- 1º settembre - Edgar Aabye, tiratore di fune danese († 1941)
- 1º settembre - Georges Augustin Albert Charpy, ingegnere e scienziato francese († 1945)
- 2 settembre - Ettore Giuria, militare e politico italiano († 1950)
- 3 settembre - Valter Juva, scrittore finlandese († 1922)
- 3 settembre - Louisa Martin, tennista irlandese († 1941)
- 3 settembre - Vittorio Rossi, filologo e storico della letteratura italiano († 1938)
- 4 settembre - Maria Karłowska, religiosa polacca († 1935)
- 5 settembre - Davide Carnaghi, attore teatrale italiano († 1903)
- 6 settembre - George Davidson, dirigente sportivo, imprenditore e ciclista su strada britannico († 1956)
- 8 settembre - Adolfo Albertazzi, scrittore italiano († 1924)
- 8 settembre - Gioacchino Russo, ingegnere, militare e politico italiano († 1953)
- 11 settembre - Alfred Shelton, calciatore, allenatore di calcio e dirigente sportivo inglese († 1923)
- 12 settembre - Alfred Downing Fripp, chirurgo inglese († 1930)
- 12 settembre - Sophus Claussen, poeta danese († 1931)
- 12 settembre - Ludwig Eid, storico tedesco († 1936)
- 12 settembre - Arcangelo Pisani, scrittore e commediografo italiano († 1935)
- 13 settembre - William Birdwood, I barone Birdwood, generale britannico († 1951)
- 14 settembre - Salvatore Segrè Sartorio, dirigente d'azienda e politico italiano († 1949)
- 15 settembre - Henri Capitant, giurista francese († 1937)
- 15 settembre - Giovanni Girolamo Romei Longhena, politico e militare italiano († 1944)
- 16 settembre - Guido Beltrami, calciatore italiano († 1920)
- 16 settembre - Malcolm MacDonald, tennista statunitense († 1921)
- 19 settembre - Vladimir Džunkovskij, militare russo († 1938)
- 19 settembre - Frank Eugene, fotografo e incisore tedesco († 1936)
- 20 settembre - Luigi Bonelli, arabista, iranista e turcologo italiano († 1947)
- 20 settembre - Angelo Solerti, critico letterario italiano († 1907)
- 21 settembre - Georg Ludwig Rudolf Maercker, generale tedesco († 1924)
- 21 settembre - Ugo Sani, generale italiano († 1945)
- 23 settembre - Michele Falanga, pittore e poeta italiano († 1937)
- 23 settembre - Carlos Fernández Shaw, poeta e scrittore spagnolo († 1911)
- 23 settembre - Emma Orczy, scrittrice britannica († 1947)
- 23 settembre - Muhammad Rashid Rida, teologo siriano († 1935)
- 23 settembre - Suzanne Valadon, pittrice, modella e circense francese († 1938)
- 24 settembre - Giuseppe Chini, storico e archivista italiano († 1931)
- 24 settembre - Mollie McConnell, attrice statunitense († 1920)
- 24 settembre - Barry O'Neil, regista e sceneggiatore statunitense († 1918)
- 25 settembre - Henri Lebasque, pittore francese († 1937)
- 25 settembre - Georges Semichon, velista francese
- 26 settembre - Archibald Butt, giornalista e ufficiale statunitense († 1912)
- 26 settembre - Mary du Caurroy Tribe, aviatrice e ornitologa inglese († 1937)
- 27 settembre - Miguel Malvar, generale filippino († 1911)
- 27 settembre - Adolfo Mazza, ciclista su strada e imprenditore italiano († 1956)
- 27 settembre - Eligio Pometta, giornalista, politico e storico svizzero († 1950)
- 28 settembre - Amelia d'Orléans, nobile († 1951)
- 30 settembre - Lucien Lévy-Dhurmer, pittore, scultore e ceramista francese († 1953)
- 30 settembre - Roland Heinrich Scholl, chimico svizzero († 1945)

## Ottobre(50)
- 1º ottobre - Paul Dukas, compositore francese († 1935)
- 1º ottobre - Virginio Mazzelli, bibliotecario e scrittore italiano († 1931)
- 1º ottobre - Harry Scrivener, tennista britannico († 1937)
- 2 ottobre - Pietro Guerri, scultore e politico italiano († 1936)
- 3 ottobre - Gustave Loiseau, pittore francese († 1935)
- 4 ottobre - Max Halbe, scrittore tedesco († 1944)
- 5 ottobre - Carlo Fontana, scultore italiano († 1956)
- 6 ottobre - Paul Robert Hickel, botanico francese († 1935)
- 7 ottobre - Alfredo De Sanctis, attore italiano († 1954)
- 7 ottobre - Theodor Scheimpflug, fotografo e ufficiale austriaco († 1911)
- 10 ottobre - Rafael Merry del Val, cardinale, arcivescovo cattolico e diplomatico spagnolo († 1930)
- 11 ottobre - Girolamo Apolloni, presbitero italiano († 1932)
- 11 ottobre - Hans Ernst Kinck, scrittore norvegese († 1926)
- 11 ottobre - Ludwig Rottenberg, compositore e direttore d'orchestra austriaco († 1932)
- 11 ottobre - Eugenio Sortino Trono, nobile e storico italiano († 1948)
- 12 ottobre - Arthur Harden, biochimico inglese († 1940)
- 13 ottobre - Vincenzo Ottorino Gentiloni, politico italiano († 1916)
- 13 ottobre - Raffaele Piras, vescovo cattolico italiano († 1911)
- 13 ottobre - Vitaliano Rotellini, editore e giornalista italiano († 1930)
- 14 ottobre - Paul Arndt, archeologo tedesco († 1937)
- 14 ottobre - Nikolaj Aleksandrovič Klodt von Jurgensburg, pittore e scenografo russo († 1918)
- 15 ottobre - Walther Amelung, archeologo tedesco († 1927)
- 15 ottobre - Charles W. Clark, baritono statunitense († 1925)
- 15 ottobre - Albert Heijn, imprenditore olandese († 1945)
- 16 ottobre - Frederick Lambart, X conte di Cavan, generale e nobile britannico († 1946)
- 16 ottobre - Anselmo Marabini, politico italiano († 1948)
- 17 ottobre - Florence Bayard Hilles, attivista statunitense († 1954)
- 17 ottobre - Kenshi Nagai, militare e compositore giapponese († 1940)
- 17 ottobre - Lucjan Żeligowski, generale e politico polacco († 1947)
- 18 ottobre - Gabriele Galantara, giornalista e disegnatore italiano († 1937)
- 18 ottobre - Arie de Jong, linguista, medico e glottoteta olandese († 1957)
- 18 ottobre - Fred Kirkham, arbitro di calcio e allenatore di calcio inglese († 1936)
- 18 ottobre - Karl Eugen Neumann, traduttore tedesco († 1915)
- 20 ottobre - Melchior Lechter, artista e illustratore tedesco († 1937)
- 22 ottobre - Raymond Hitchcock, attore statunitense († 1929)
- 22 ottobre - Paul Raud, pittore estone († 1930)
- 23 ottobre - Tommaso Valerio Valeri, arcivescovo cattolico italiano († 1950)
- 24 ottobre - Gino Papini, decoratore italiano († 1927)
- 24 ottobre - Riccardo Simonini, pediatra e epidemiologo italiano († 1942)
- 24 ottobre - Bhagvat Singh, principe e medico indiano († 1944)
- 25 ottobre - Walter Leistikow, pittore tedesco († 1908)
- 26 ottobre - Giuseppe Cassioli, pittore e scultore italiano († 1942)
- 26 ottobre - Charles Dieges, tiratore di fune statunitense († 1953)
- 26 ottobre - Benjamin Guggenheim, imprenditore statunitense († 1912)
- 26 ottobre - Tinsley Lindley, calciatore inglese († 1940)
- 27 ottobre - Teofilo Rossi, politico e imprenditore italiano († 1927)
- 28 ottobre - Francesco Contaldi, poeta, traduttore e giornalista italiano († 1903)
- 28 ottobre - Sepp Innerkofler, alpinista e militare austriaco († 1915)
- 29 ottobre - J. Frank Hickey, serial killer statunitense († 1922)
- 29 ottobre - Ivan Lamby, velista svedese († 1970)

## Novembre(41)
- 1º novembre - Arthur Drews, filosofo tedesco († 1935)
- 1º novembre - Maria Pascoli, italiano († 1953)
- 2 novembre - Warren G. Harding, politico statunitense († 1923)
- 3 novembre - Raffaele Angiulli, avvocato e politico italiano († 1928)
- 4 novembre - Hermann Keidanski, scacchista e compositore di scacchi tedesco († 1938)
- 6 novembre - William Boog Leishman, medico e generale scozzese († 1926)
- 7 novembre - Stanislao Monti Guarnieri, giornalista e politico italiano († 1926)
- 9 novembre - Lionel Dunsterville, militare britannico († 1946)
- 9 novembre - Minnie Marx, manager tedesca († 1929)
- 10 novembre - Kanin Kotohito, generale giapponese († 1945)
- 11 novembre - Walter Braithwaite, generale britannico († 1945)
- 11 novembre - Edwin Thanhouser, produttore cinematografico statunitense († 1956)
- 12 novembre - Wilfrid Voynich, antiquario polacco († 1930)
- 14 novembre - Giuseppe Bagnera, matematico italiano († 1927)
- 14 novembre - Basil Cave, diplomatico inglese († 1931)
- 14 novembre - Federico Leopoldo di Prussia, principe e ufficiale prussiano († 1931)
- 14 novembre - Vincenzo Mazzenga, politico e agronomo italiano († 1942)
- 14 novembre - Prosper Montagné, cuoco, giornalista e scrittore francese († 1948)
- 15 novembre - Frank Ellis Bamford, generale statunitense († 1932)
- 15 novembre - Fernand Semelaigne, schermidore francese († 1930)
- 16 novembre - Sydney Lawford, generale britannico († 1953)
- 16 novembre - Oddino Morgari, politico e giornalista italiano († 1944)
- 17 novembre - William Merriam Burton, chimico statunitense († 1954)
- 17 novembre - John Stanley Plaskett, astronomo canadese († 1941)
- 17 novembre - Uchida Kōsai, politico e diplomatico giapponese († 1936)
- 19 novembre - George Barbier, attore statunitense († 1945)
- 19 novembre - Brigida Maria Postorino, religiosa italiana († 1960)
- 20 novembre - Giovanni Cattaneo, militare e politico italiano († 1944)
- 20 novembre - Berthe Weill, mercante d'arte francese († 1951)
- 23 novembre - George Brinton McClellan, politico e storico statunitense († 1940)
- 24 novembre - Silvestro Valenti, avvocato e storico italiano († 1916)
- 25 novembre - Georges Lemmen, pittore e disegnatore belga († 1916)
- 25 novembre - Julio González Pola, scultore spagnolo († 1929)
- 25 novembre - Gustaf Söderström, tiratore di fune, pesista e discobolo svedese († 1958)
- 27 novembre - Oreste Candi, liutaio italiano († 1938)
- 27 novembre - Walter Frederick Gale, astronomo australiano († 1945)
- 27 novembre - Janez Evangelist Krek, politico, presbitero e teologo jugoslavo († 1917)
- 27 novembre - José Asunción Silva, poeta colombiano († 1896)
- 28 novembre - Hans Aronson, batteriologo, medico e pediatra tedesco († 1919)
- 29 novembre - Ravi Varma V, principe indiano († 1946)
- 30 novembre - Teresa Mañé Miravet, anarchica e pubblicista spagnola († 1939)

## Dicembre(57)
- 1º dicembre - David Carnegie, X conte di Northesk, nobile scozzese († 1921)
- 1º dicembre - Orrin Johnson, attore teatrale statunitense († 1943)
- 1º dicembre - Friend Richardson, politico statunitense († 1943)
- 2 dicembre - Ol'ga Valerianovna Paley, principessa russa († 1929)
- 2 dicembre - Giacomo Ponzio, generale italiano († 1939)
- 2 dicembre - Louis Zutter, ginnasta svizzero († 1946)
- 3 dicembre - Gustav Jenner, compositore, direttore d'orchestra e musicologo tedesco († 1920)
- 4 dicembre - Edith Cavell, infermiera britannica († 1915)
- 4 dicembre - Luther Gulick, insegnante e dirigente sportivo statunitense († 1918)
- 4 dicembre - Angelo Majorana Calatabiano, giurista e politico italiano († 1910)
- 4 dicembre - Francesco Rossi, militare italiano († 1917)
- 5 dicembre - Guido Podrecca, politico e giornalista italiano († 1923)
- 5 dicembre - Luigi Sorricchio, archeologo e storico italiano († 1916)
- 6 dicembre - Harry Lonsdale, attore inglese († 1923)
- 8 dicembre - Alfredo Caselli, mecenate italiano († 1921)
- 8 dicembre - Rüdiger von der Goltz, generale tedesco († 1946)
- 8 dicembre - Jacques Hadamard, matematico francese († 1963)
- 8 dicembre - Jean Sibelius, compositore e violinista finlandese († 1957)
- 10 dicembre - Theodor Renner, generale tedesco († 1950)
- 12 dicembre - Gaetano Luporini, compositore e docente italiano († 1948)
- 13 dicembre - Ángel Ganivet, filosofo, scrittore e diplomatico spagnolo († 1898)
- 15 dicembre - Dante Racca, sindacalista italiano († 1919)
- 15 dicembre - Victor Rousseau, scultore belga († 1954)
- 15 dicembre - John Woodroffe, orientalista britannico († 1936)
- 16 dicembre - Olavo Bilac, giornalista, poeta e scrittore brasiliano († 1918)
- 16 dicembre - Elsie Fogerty, insegnante e scrittrice britannica († 1945)
- 16 dicembre - Paolina Visintainer, religiosa e santa austriaca († 1942)
- 17 dicembre - Adriano Fiori, medico, botanico e micologo italiano († 1950)
- 18 dicembre - Cesare Algranati, giornalista italiano († 1925)
- 18 dicembre - Carlo Schanzer, politico italiano († 1953)
- 19 dicembre - Hermann Hirt, glottologo e insegnante tedesco († 1936)
- 19 dicembre - Minnie Maddern Fiske, attrice, regista e produttrice teatrale statunitense († 1932)
- 19 dicembre - William Smith, golfista statunitense († 1936)
- 19 dicembre - Angelo Sraffa, giurista e economista italiano († 1937)
- 20 dicembre - Marie Jeanette de Lange, pittrice e avvocata olandese († 1923)
- 20 dicembre - Charles Marty, schermidore francese († 1925)
- 21 dicembre - Nina Boyle, giornalista, scrittrice e attivista britannica († 1943)
- 22 dicembre - Frank Merriam, politico statunitense († 1955)
- 22 dicembre - Charles Sands, golfista e tennista statunitense († 1945)
- 23 dicembre - Somerset Gough-Calthorpe, ammiraglio inglese († 1937)
- 23 dicembre - Alberto di Württemberg, generale tedesco († 1939)
- 24 dicembre - Einar Lönnberg, zoologo svedese († 1942)
- 24 dicembre - Amalia in Baviera, duchessa tedesca († 1912)
- 25 dicembre - Evangeline Booth, religiosa britannica († 1950)
- 25 dicembre - Speri Della Chiesa Jemoli, giornalista e poeta italiano († 1946)
- 26 dicembre - José Juan de Jésus Herrera y Piña, arcivescovo cattolico messicano († 1927)
- 27 dicembre - Francesco Cherubini, diplomatico e arcivescovo cattolico italiano († 1934)
- 27 dicembre - Aleksandr Aleksandrovič Volkov, regista cinematografico russo († 1942)
- 28 dicembre - Thomas Spreiter, missionario e vescovo cattolico tedesco († 1944)
- 28 dicembre - Félix Vallotton, pittore svizzero († 1925)
- 28 dicembre - Alberto Vassallo di Torregrossa, arcivescovo cattolico italiano († 1959)
- 28 dicembre - Joaquín Álvarez de Toledo, XIX duca di Medina Sidonia, nobile spagnolo († 1915)
- 29 dicembre - Otis Harlan, attore e doppiatore statunitense († 1940)
- 30 dicembre - John Daunt, golfista britannico († 1952)
- 30 dicembre - Rudyard Kipling, scrittore, poeta e giornalista britannico († 1936)
- 30 dicembre - Alessandro Mazzucotelli, artista italiano († 1938)
- 31 dicembre - Raphaël Albert Lambert, attore francese († 1941)

## Senza giorno specificato(81)
- Luigi Aicardi, dirigente sportivo italiano († 1923)
- Səkinə Axundzadə, drammaturga azera († 1927)
- Adelaïde Alsop Robineau, pittrice e ceramista statunitense († 1929)
- Paolo Amaldi, psichiatra italiano († 1956)
- Juan Bautista Ambrosetti, antropologo e archeologo argentino († 1917)
- Marion Angus, poetessa e scrittrice scozzese († 1946)
- Carlo Annaratone, medico italiano († 1932)
- Pearce Bailey, neurologo e psichiatra statunitense († 1922)
- Black Eagle, giocatore di lacrosse canadese
- Karl Blossfeldt, fotografo, scultore e insegnante tedesco († 1932)
- George Blumenthal, collezionista d'arte statunitense († 1941)
- Francesco Maria Bonini, baritono italiano († 1930)
- Umberto Bottazzi, pittore, illustratore e ceramista italiano († 1932)
- Olga Boznańska, pittrice polacca († 1940)
- Charles Briggs, generale britannico († 1941)
- William Frank Calderon, pittore inglese († 1943)
- Lelio Casini, baritono italiano († 1910)
- Carlo Cerati, scultore italiano († 1948)
- Charles Champaud, ginnasta svizzero
- Ettore Chendi, scultore italiano († 1911)
- Cesare Colucci, psicologo italiano († 1942)
- Giuseppe Conte, pianista e compositore italiano († 1940)
- Marcel·lià Coquillat, architetto spagnolo († 1924)
- Jovan Cvijić, geografo serbo († 1927)
- Frank Dayton, attore statunitense († 1924)
- Alvah Augustus Eaton, botanico statunitense († 1908)
- Pedro Esteve, anarchico, giornalista e editore spagnolo († 1925)
- Antonio Farina, poeta italiano († 1944)
- Rodolfo Ferrari, direttore d'orchestra italiano († 1919)
- Carroll Fleming, librettista e regista statunitense († 1930)
- André Fontainas, scrittore belga († 1948)
- Georges Friedel, mineralogista francese († 1933)
- David Frishman, poeta, giornalista e critico letterario russo († 1922)
- Charles Féry, fisico francese († 1935)
- Heinrich Geffcken, giurista tedesco († 1916)
- Charles Gorman, attore statunitense († 1928)
- Józef Gosławski, architetto polacco († 1904)
- William Wade Harris, predicatore e missionario liberiano († 1929)
- Billy Hughes, calciatore gallese († 1919)
- Frederic Eugene Ives, fisico statunitense († 1937)
- Abraham Isaac Kook, rabbino e filosofo russo († 1935)
- Mathilde Laigle, insegnante e storica francese († 1949)
- Jan Hendrik Leopold, poeta olandese († 1925)
- Ginevra Speraz, scrittrice, giornalista e traduttrice italiana († 1936)
- Giovan Battista Longanesi-Cattani, scultore, pittore e illustratore italiano († 1942)
- Giuseppe Lopriore, botanico italiano († 1928)
- Giovanna Lucacevska, mezzosoprano polacca
- Alessandro Malladra, vulcanologo italiano († 1944)
- Walter Markgraf, religioso tedesco († 1915)
- Jean Massart, biologo belga († 1925)
- Raniero Mengarelli, archeologo italiano († 1944)
- Sophus Michaëlis, romanziere, poeta e drammaturgo danese († 1932)
- Otto Modersohn, pittore tedesco († 1943)
- Richard Mohun, diplomatico e esploratore statunitense († 1915)
- Attilio Mori, geografo italiano († 1937)
- Evanghelìa Paraskevopulu, attrice greca († 1938)
- Lem B. Parker, regista e sceneggiatore statunitense († 1928)
- Friedrich Paschen, fisico tedesco († 1947)
- Itala Pellegrino, pittrice italiana
- Benvenuto Pesce Maineri, architetto, ingegnere e urbanista italiano († 1935)
- Alfredo Piazzi, pedagogista italiano († 1922)
- Leónidas Plaza Gutiérrez, politico ecuadoriano († 1932)
- Rainis, scrittore lettone († 1929)
- Nicolò Poggi, ceramista italiano († 1915)
- Ferdinando Quartieri, imprenditore e politico italiano († 1936)
- Eliso Rivera, giornalista italiano († 1936)
- Rafael Romero de Torres, pittore e illustratore spagnolo († 1898)
- Aspazija, scrittrice lettone († 1943)
- Sceicco Said, religioso curdo († 1925)
- Federico Sartori, artista italiano († 1938)
- Oliver Sheppard, scultore irlandese († 1941)
- Constantin Stere, politico rumeno († 1936)
- Gegham Ter-Karapetian, scrittore, educatore e scrittore armeno († 1918)
- Salvatore Testoni, poeta italiano († 1945)
- Filippo Virgilii, statistico italiano († 1950)
- Peter Wagner, musicologo tedesco († 1931)
- Henry Baldwin Ward, botanico e zoologo statunitense († 1945)
- Scott Barchard Wilson, ornitologo, esploratore e naturalista britannico († 1923)
- Zhang Zhaodong, insegnante cinese († 1940)
- N. de Garis Davies, egittologo britannico († 1941)
- Charles le Morvan, astronomo francese († 1933)